# When you walk in the room
When you walk in the room is een nummer van Jackie DeShannon. Zij was ook de eerste die er (een klein) succes mee had, maar er zouden in de jaren na 1963 veel artiesten zijn die het nummer als cover opnamen.

## Jackie DeShannon
Het lied verscheen op 23 november 1963 als B-kant van de single Till you say you’ll be mine. In 1964 werd het nummer opnieuw uitgebracht, maar nu als A-kant met Over you als B-kant. Beide verschenen op het platenlabel Liberty Records, dat ook op beide versies niet aangaf wat nou exact de A- en B-kant was. Zo kon het gebeuren dat When you walk in the room in de versie van november de Amerikaanse Billboard Hot 100 haalde. Eigenlijk maar net, want de hoogste plaats was nummer 99.

### Hitnotering

#### NPO Radio 2 Top 2000
When you walk in the room stond alleen in 2000 in de NPO Radio 2 Top 2000, op plek 1997.

## The Searchers
De Britse The Searchers kregen meer succes met het nummer. Ze hadden al eerder in Needles and pins een lied van DeShannon succesvol gecoverd. When you walk in the room in de versie van The Searchers haalde in de Verenigde Staten plaats 35 en in de Britse singlelijst de vijfde plaats. Nederland was nog niet zo ver. The Young Veins haalde met deze versie ook een hitje.

## Stephanie Winslow
Stephanie Winslow, aan de overkant van de Atlantische Oceaan nam haar versie op. Het is dan 1981 en haar versie in de countrymuziekstijl haalde in de Verenigde Staten de 29e plaats in de specifieke countrylijst.

## Paul Carrack
Een volgend succes was weggelegd voor Paul Carrack. Ook hier was het een internationaal succes, want hij haalde zowel de Amerikaanse singlelijst (hoogste notering 90) als in thuisland het Verenigd Koninkrijk de hitlijst (hoogste notering plaats 48 in de UK Singles Chart). 
In Nederland werd de plaat veel gedraaid op Radio 3 en werd een radiohit. De plaat haalde vreemd genoeg de Nederlandse Top 40 niet, maar bleef steken op positie 2 van de Tipparade. Wél werd de Nationale Hitparade Top 100 bereikt met als hoogste notering de 39e positie en acht weken notering in de lijst.

### Nationale Hitparade Top 100
| Hitnotering: 20-06-1987 t/m 08-08-1987 | Hitnotering: 20-06-1987 t/m 08-08-1987 | Hitnotering: 20-06-1987 t/m 08-08-1987 | Hitnotering: 20-06-1987 t/m 08-08-1987 | Hitnotering: 20-06-1987 t/m 08-08-1987 | Hitnotering: 20-06-1987 t/m 08-08-1987 | Hitnotering: 20-06-1987 t/m 08-08-1987 | Hitnotering: 20-06-1987 t/m 08-08-1987 | Hitnotering: 20-06-1987 t/m 08-08-1987 | Hitnotering: 20-06-1987 t/m 08-08-1987 |
| Week:                                  | 1                                      | 2                                      | 3                                      | 4                                      | 5                                      | 6                                      | 7                                      | 8                                      |                                        |
| -------------------------------------- | -------------------------------------- | -------------------------------------- | -------------------------------------- | -------------------------------------- | -------------------------------------- | -------------------------------------- | -------------------------------------- | -------------------------------------- | -------------------------------------- |
| Positie:                               | 72                                     | 51                                     | 39                                     | 51                                     | 55                                     | 59                                     | 79                                     | 92                                     | uit                                    |

## Piet Veerman & Anny Schilder
In 1993 haalden Piet Veerman en Anny Schilder een 32e plaats in de Nederlandse Single Top 100 met hun versie, maar bleven in de Tipparade steken op een vierde plaats.

### Hitnotering

#### NederlandseMega Top 50
| Hitnotering: 24-07-1993 t/m 21-08-1993 | Hitnotering: 24-07-1993 t/m 21-08-1993 | Hitnotering: 24-07-1993 t/m 21-08-1993 | Hitnotering: 24-07-1993 t/m 21-08-1993 | Hitnotering: 24-07-1993 t/m 21-08-1993 | Hitnotering: 24-07-1993 t/m 21-08-1993 | Hitnotering: 24-07-1993 t/m 21-08-1993 |
| Week:                                  | 1                                      | 2                                      | 3                                      | 4                                      | 5                                      |                                        |
| -------------------------------------- | -------------------------------------- | -------------------------------------- | -------------------------------------- | -------------------------------------- | -------------------------------------- | -------------------------------------- |
| Positie:                               | 44                                     | 36                                     | 36                                     | 32                                     | 43                                     | uit                                    |

## Jamai & Dewi
In 2003 kwamen Jamai en Dewi met hun versie. Het was alleen bestemd voor de Nederlandse markt. Ze haalden een top 10 notering in de Top 40 (vijf weken, nummer 7) en in de Single Top 100 (10 weken, nummer 7).

### Hitnoteringen

#### Nederlandse Top 40
| Hitnotering: 19-07-2003 t/m 16-08-2003 | Hitnotering: 19-07-2003 t/m 16-08-2003 | Hitnotering: 19-07-2003 t/m 16-08-2003 | Hitnotering: 19-07-2003 t/m 16-08-2003 | Hitnotering: 19-07-2003 t/m 16-08-2003 | Hitnotering: 19-07-2003 t/m 16-08-2003 | Hitnotering: 19-07-2003 t/m 16-08-2003 |
| Week:                                  | 1                                      | 2                                      | 3                                      | 4                                      | 5                                      |                                        |
| -------------------------------------- | -------------------------------------- | -------------------------------------- | -------------------------------------- | -------------------------------------- | -------------------------------------- | -------------------------------------- |
| Positie:                               | 8                                      | 7                                      | 14                                     | 24                                     | 34                                     | uit                                    |

#### NederlandseSingle Top 100
| Hitnotering: 19-07-2003 t/m 20-09-2003 | Hitnotering: 19-07-2003 t/m 20-09-2003 | Hitnotering: 19-07-2003 t/m 20-09-2003 | Hitnotering: 19-07-2003 t/m 20-09-2003 | Hitnotering: 19-07-2003 t/m 20-09-2003 | Hitnotering: 19-07-2003 t/m 20-09-2003 | Hitnotering: 19-07-2003 t/m 20-09-2003 | Hitnotering: 19-07-2003 t/m 20-09-2003 | Hitnotering: 19-07-2003 t/m 20-09-2003 | Hitnotering: 19-07-2003 t/m 20-09-2003 | Hitnotering: 19-07-2003 t/m 20-09-2003 | Hitnotering: 19-07-2003 t/m 20-09-2003 |
| Week:                                  | 1                                      | 2                                      | 3                                      | 4                                      | 5                                      | 6                                      | 7                                      | 8                                      | 9                                      | 10                                     |                                        |
| -------------------------------------- | -------------------------------------- | -------------------------------------- | -------------------------------------- | -------------------------------------- | -------------------------------------- | -------------------------------------- | -------------------------------------- | -------------------------------------- | -------------------------------------- | -------------------------------------- | -------------------------------------- |
| Positie:                               | 9                                      | 7                                      | 10                                     | 15                                     | 20                                     | 29                                     | 37                                     | 50                                     | 70                                     | 85                                     | uit                                    |

## Andere versies
In de Amerikaanse countrylijst haalde Pam Tillis een notering in 1994, binnen het genre haalde het hoge verkoopcijfers, want voor haar was een tweede plaats weggelegd. In 2004 verscheen de versie van Agnetha Fältskog. De tweede single van haar album My Colouring Book haalde de Britse hitlijst (2 weken met hoogste notering 34) en uiteraard de Zweedse (9 weken, 11). In 1978 had Child een klein succesje met hun versie in Engeland. Ook Cilla Black nam het op. Er zijn ook versies bekend van Status Quo en Bruce Springsteen.